# Живокость красивая
Живокость красивая (лат. Delphinium speciosum) — вид травянистых растений рода Живокость (Delphinium) семейства Лютиковые (Ranunculaceae).

## Ботаническое описание
Многолетнее травянистое растение высотой 35—75 см. Стебель слегка извилистый, от самого основания более менее слегка опушенный коротенькими обильными и длинными более редкими, вниз отогнутыми волосками.
Черешки листьев при основании расширенные, слегка волосистые, у нижних листьев длинные. Пластинка их в очертании округло-почковидная, сверху слабо опушенная, преимущественно по вдавленным жилкам, или голая, снизу по жилкам волосистая, по краю коротко реснитчатая, рассеченная значительно глубже середины на три доли. Средняя доля ромбическая или удлиненно-ромбическая и приблизительно до середины в свою очередь рассеченная на три доли второго порядка: центральную—яйцевидную или яйцевидно—ланцетную—по бокам с 2—4 зубцами и кончающуюся крупным ланцетным зубом и боковые неравно 2—4 зубчатые (иногда средняя доля менее рассечена, с каждой стороны несёт лишь 2—4 крупных широко—ланцетных, туповато—заостренных зубца и кончается крупной линейно—ланцетной лопастью). Боковые доли листа широкие, рассеченные глубже середины на 2 (3) ромбические доли второго порядка, из которых верхние сходны с средней долей первого порядка.
Соцветие — кисть, довольно густая и длинная до 45 см длинной. Цветоножки толстоватые, вверх торчащие или слегка дуговидно восходящие, нижние до 6 см длиной, верхние около 1,5—2,5 см длиной, чрезвычайно густо опушенные простыми тонкими, вниз отклоненными волосками. Прицветники нижние напоминают верхние листья, верхние же ланцетные, волосистые. Прицветнички более менее приближенные к основание цветка, также густо волосистые, яйцевидно-ланцетные или яйцевидные, 5—9 мм длиной и 2,75—4 мм шириной. Цветы светло синие или синие, крупные, широко-раскрытые. Листочки околоцветника широко-яйцевидные, 2,5—3 см длиной и 1—1,5 см шириной, туповато-заостренные, совнутри и снаружи, а также по краям с длинными белыми, тонкими, простыми волосками. Шпорец обычно горизонтальный, 1,5—1,9 см длиной, слабо книзу согнутый.
Плоды — листовки до 1,78 см длиной, голые, опушенные длинными белыми волосками.

## Распространение
Эндемик Кавказа. Растёт на субальпийских лугах.

## Значение и применение
По наблюдениям в Кабардино-Балкарии поедается западнокавказским туром (Capra caucasica).